# Provincia Osorno
Osorno (Provincia de Osorno) este o provincie din regiunea Los Lagos, Chile, cu o populație de 221.496 locuitori (2012) și o suprafață de 9223,7 km2.